# Hilsenbergia bosseri
Hilsenbergia bosseri är en strävbladig växtart som beskrevs av J. S. Mill. Hilsenbergia bosseri ingår i släktet Hilsenbergia och familjen strävbladiga växter. Inga underarter finns listade i Catalogue of Life.